# Environnement en Espagne
L'environnement en Espagne est l'environnement de l'Espagne, à savoir l'ensemble des composants naturels du pays, et l'ensemble des phénomènes et interactions qui s'y déploient. Le territoire espagnol, méditerranéen, héberge une biodiversité importante, du fait de la présence de relief, d'archipels, et de l'influence océanique. L'Espagne est le 29e pays le plus peuplé sur Terre, avec plus de 47 millions d'habitants. 
C'est également un pays très touristique. Les projets de construction se sont multipliés au cours du XXe siècle, avec une consommation importante de ressources et un impact majeur pour les paysages littoraux. Plus de trois millions de logements sont pourtant vides en 2011. L'empreinte de la pêche est également importante. Les énergies renouvelables se développent, notamment le solaire.
En 2007, l'Espagne était le 19e pays le plus émetteur de dioxyde de carbone, avec 344 millions de tonnes de CO2 émises. Le dérèglement climatique augmente l'exposition aux risques, l'intensité des phénomènes météorologiques et la mortalité liée : canicules, inondations, coulées de boue... La région de Valence a connu deux inondations historiques, en 1957 et 2024.

## La biodiversité espagnole

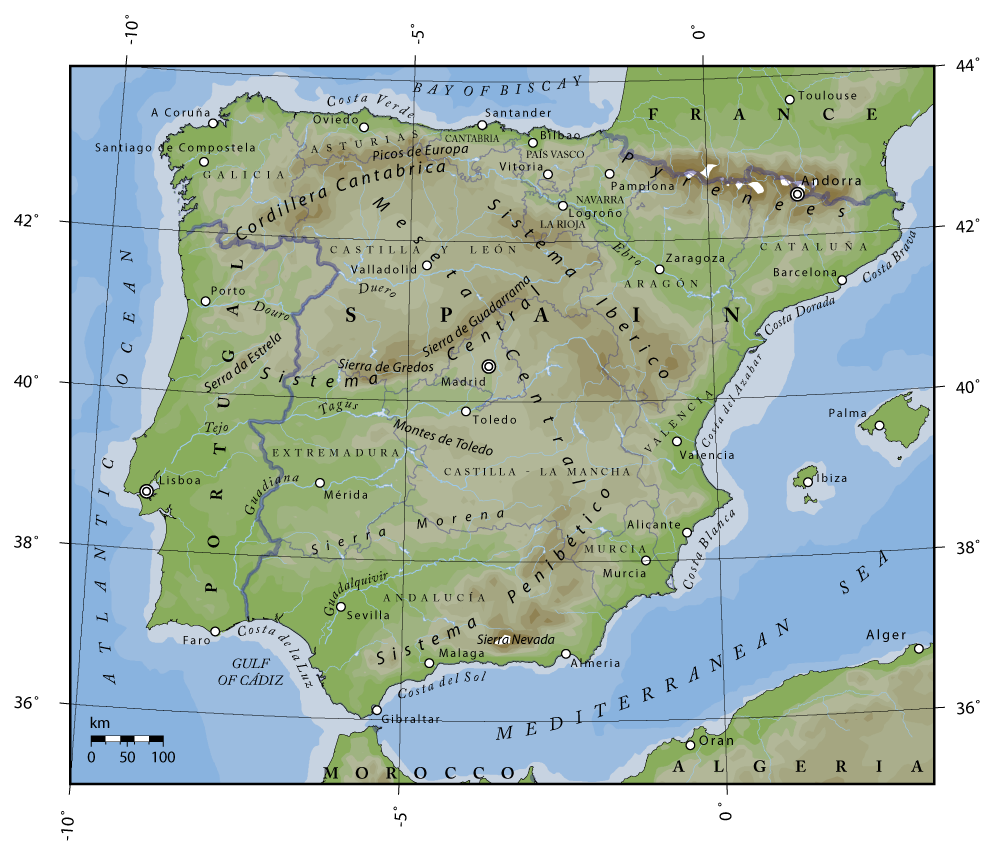
Relief de l'Espagne

### Principaux milieux naturels

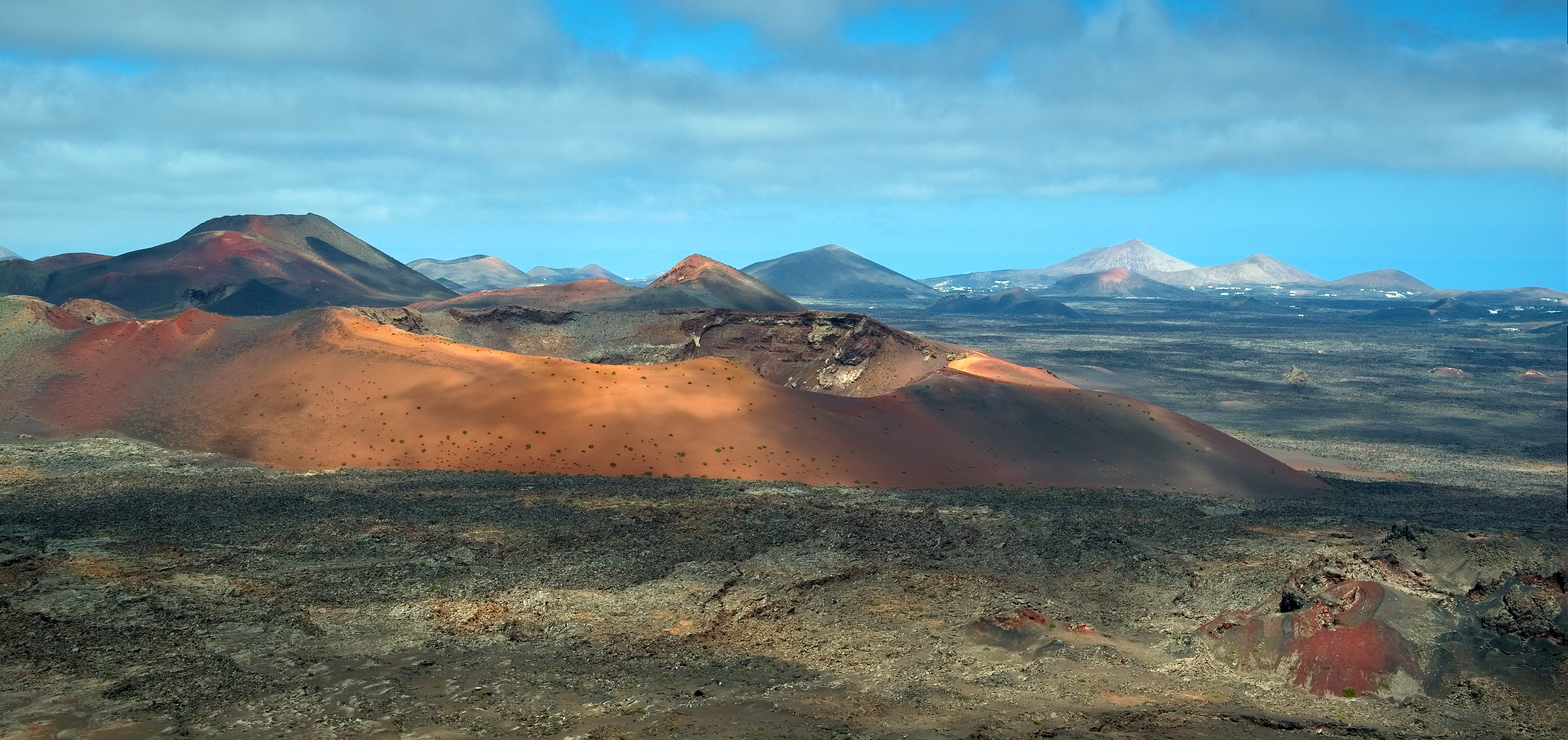
Paysage volcanique à Lanzarote.

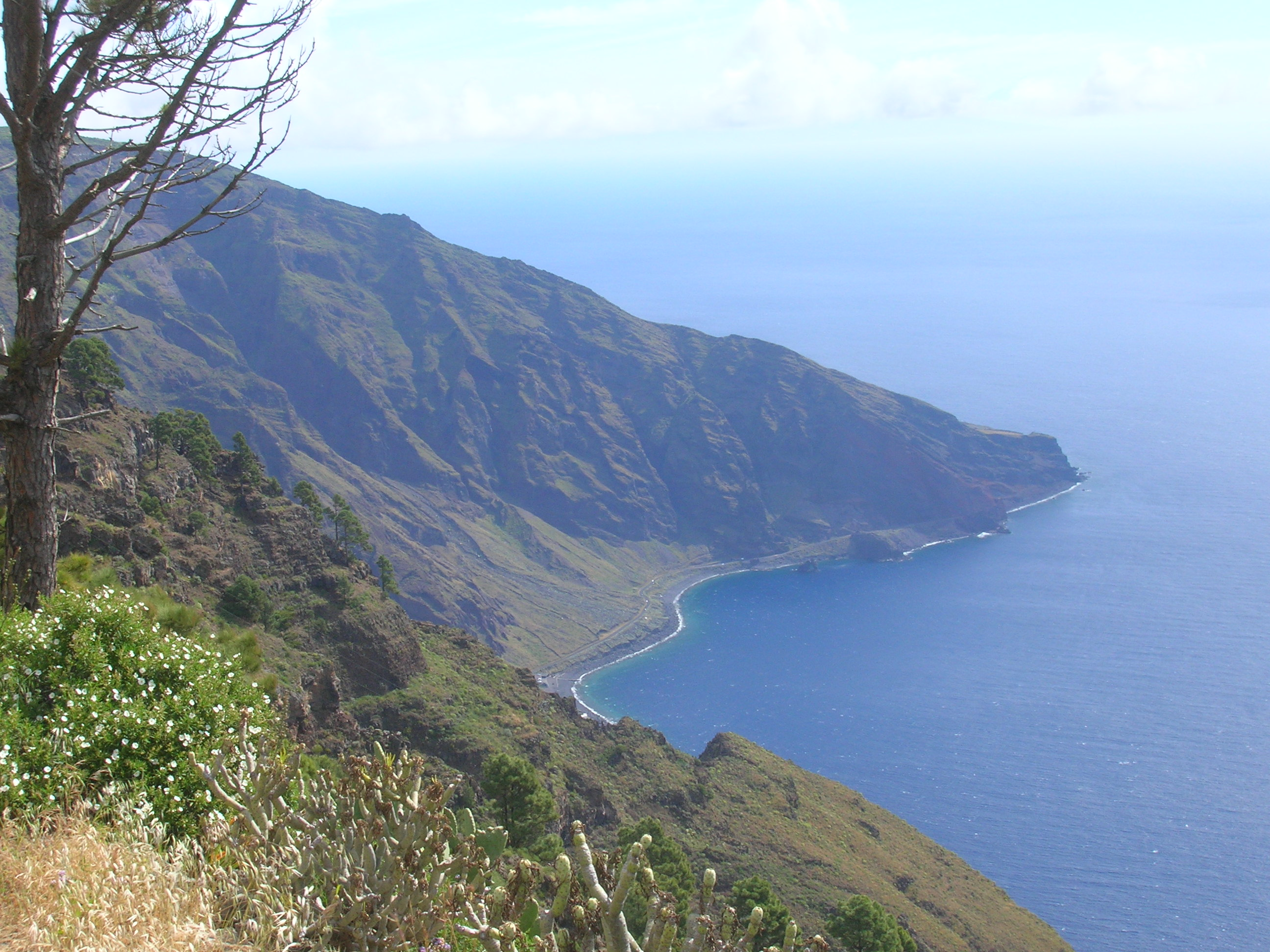
Littoral d'El Hierro.

L'Espagne, sous influence océanique (océan Atlantique) et méditerranéenne, s'étend au nord jusqu'à la chaine montagneuse des Pyrénées, et comprend des archipels (Baléares, îles Canaries) et deux enclaves en Afrique (Ceuta et Melilla). 
Le relief de l'Espagne est connu pour être assez élevé, avec une altitude moyenne de 660 mètres, assez montagneux si on le compare aux autres pays européens. Dans l'Espagne continentale, le relief s'organise autour de la Meseta centrale (plateau central) qui occupe la majeure partie du centre de la péninsule Ibérique et qui a une altitude moyenne de 660 mètres. Au-delà de la meseta, on trouve au sud-ouest la dépression du Guadalquivir et au nord-est celle de l'Èbre. Les massifs montagneux sont nombreux et occupent près de la moitié du territoire. Les Pyrénées au nord-est et les cordillères Bétiques (Cordilleras Béticas ou sistemas Béticos) au sud-est, sont les massifs les plus élevés et sont situés loin de la Meseta centrale.
Les milieux naturels sont diversifiés, certaines régions étant relativement arides, avec parfois un sol volcanique (par exemple l'île de Lanzarote aux Canaries). La garrigue et le maquis forment l'essentiel de la végétation naturelle.
Les principaux fleuves qui coulent en Espagne sont :
- Le Tage (1 006 km)
- L'Èbre (928 km)
- Le Douro (850 km)
- Le Guadiana (744 km)
- Le Guadalquivir (657 km)
- Le Jucar (498 km)
- Le Segura (325 km)
- Le Miño (307 km)

### Faune et flore espagnole

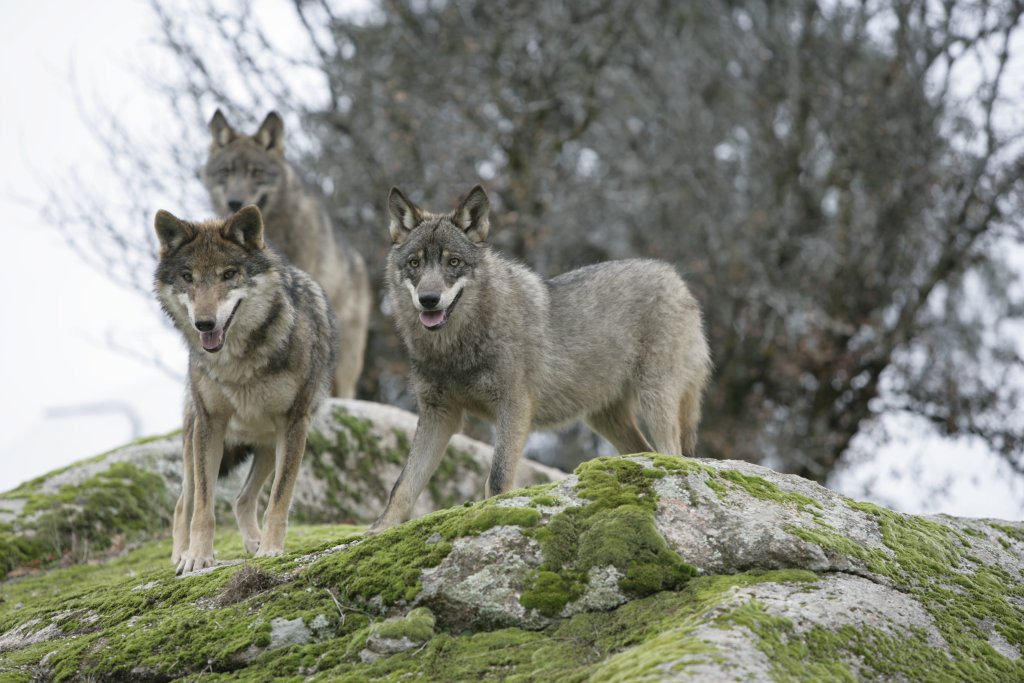
Groupe de trois loups ibériques.

L'Espagne abrite 155 espèces de mammifères, dont des mammifères marins (baleines, rorquals...), de montagne (bouquetins, isards, etc.), ou encore des loups gris, Loups ibériques (près de 2 200 individus en 2021), ours bruns, lynx, mammifères de milieux humides, etc. De plus, des espèces endémiques (lézards géants) se sont conservées sur les îles (par exemple sur El Hierro, La Gomera).

## Impacts sur les milieux naturels

### Activités humaines
Un rapport de Greenpeace paru en 2015 déplore le fait que les affaires de corruption « se comptent par centaines et laissent derrière elles des espaces naturels couverts de ciment (en raison des constructions), des sols contaminés par les déchets dangereux qui y sont entreposés », ajoutant que « les responsables politiques gouvernent au profit des entreprises ».

#### Agriculture et alimentation

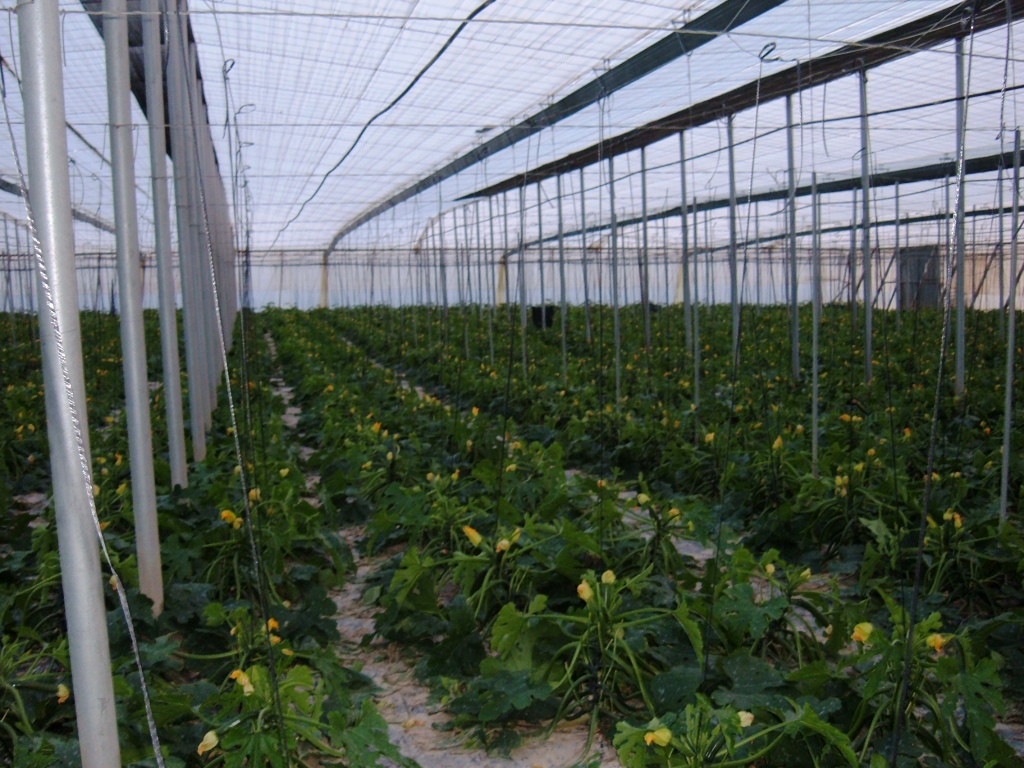
Serre en Espagne.

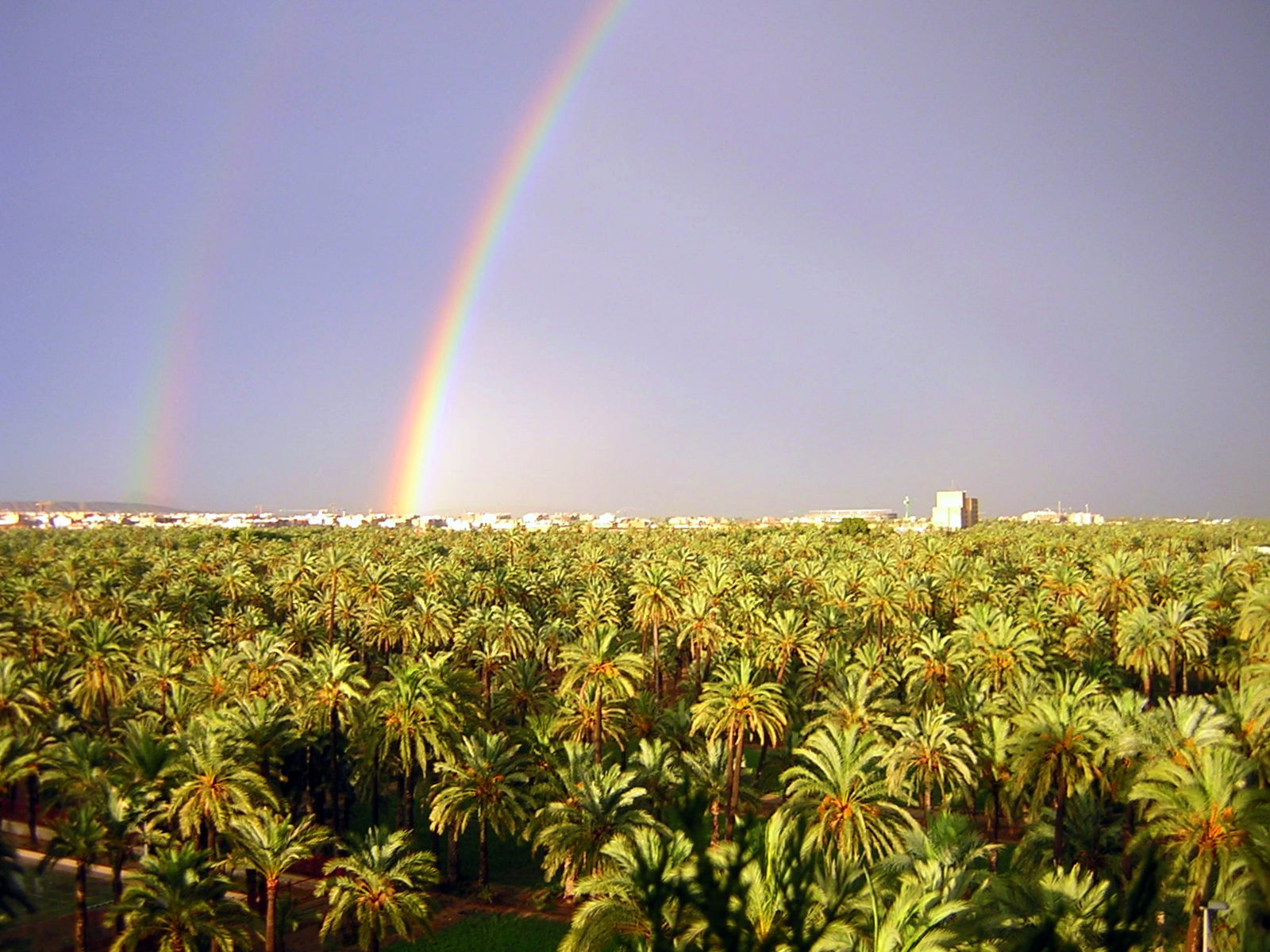
La Palmeraie d'Elche, la plus grande palmeraie d'Europe.

La part de végétariens est l'une des plus faible d'Europe, avec le Portugal ; de l'ordre de 2 % en 2019.

##### Cultures
L'agriculture espagnole a un impact environnemental important, de par :
- l'importance des surfaces agricoles vouées à l'exportation (France, Allemagne), y compris en agriculture biologique ;
- la monoculture intensive (fraises, tomates, olives...) ;
- la consommation d'eau. En 2004, elle représentait 80 % du total d'eau consommée en Espagne, en raison d'une irrigation par submersion et de pertes[4]).

17 % des surfaces cultivées espagnoles sont irriguées et plus de la moitié d'entre elles sont cultivées avec du maïs ou des cultures de maraichage. Les autres cultures présentes dans l'irrigation sont le coton, la betterave à sucre, le raisin, les pommes de terre, les oliveraies, etc …

###### Céréales
En 1999, la production de blé était de 5,084 millions de tonnes sur une superficie de 2,242 millions d'hectares, celles de l'orge de 7,399 millions de tonnes sur 3,119 millions d'hectares.

###### Viticulture
L'Espagne a produit 36,6 millions d'hectolitres de vins en 2015.

###### Oléiculture intensive

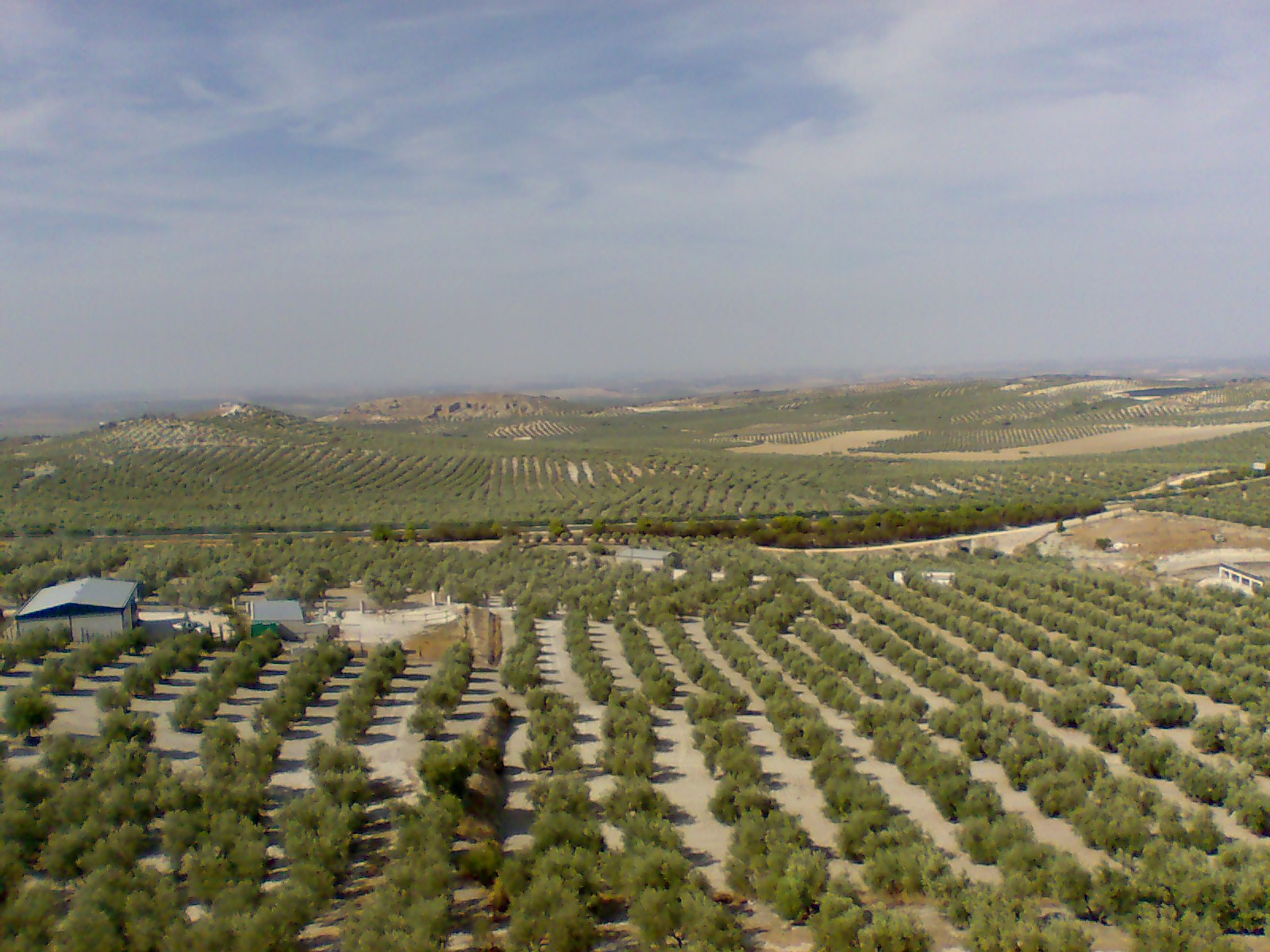
Olivaie en Andalousie.

Elle est pratiquée essentiellement dans la péninsule Ibérique. 
Les vergers sont constitués de haies d'arbres alignés et les fruits sont récoltés mécaniquement. Ils sont souvent irrigués pour éviter le stress hydrique responsable des mauvaises années. C'est une culture intensive où des produits de traitements sont utilisés pour améliorer les récoltes.
En Andalousie, on estime à 2,6 millions le nombre d'oiseaux qui périssent chaque année au cours de la récolte d'olives

##### Élevage

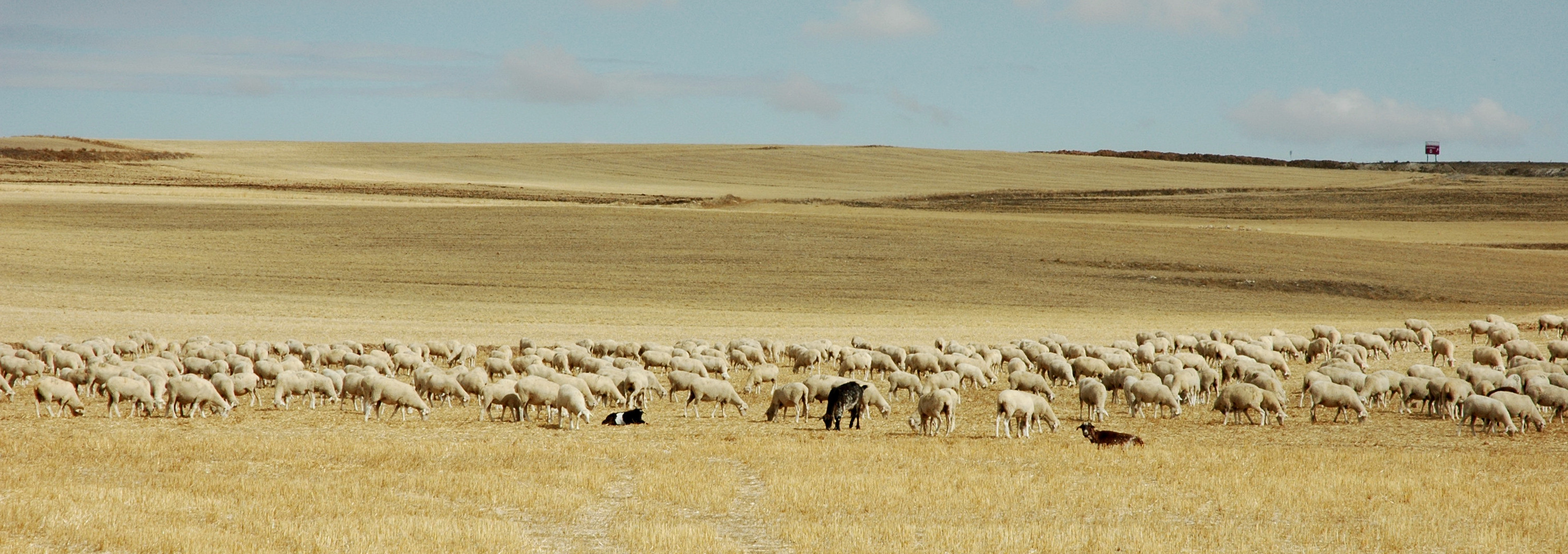
Élevage ovin dans la Meseta.

Le cheptel ovin s’élevait en 2017 à 11,496 millions de têtes dont 21 % de brebis laitières.
C'est le premier pays producteur européen de porcs, et celui qui compte le plus d'installations intensives dans l'Union européenne (près de 4 000 en 2023).

#### Pêche
L'empreinte de la pêche (environ 0,3 gha) est cinq fois plus élevée que la capacité en poisson. L'Espagne est pénalisée par l'Europe pour un dépassement de quota de capture de maquereau (Scomber scombrus) qui, en 2010, a atteint 19 621 tonnes (dépassement de 79,7 % du quota).

#### Transports

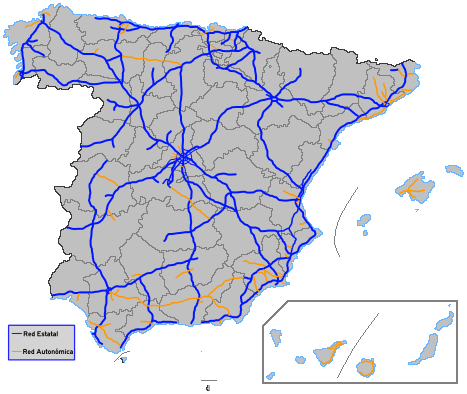
Les autoroutes espagnoles.

Depuis l'inauguration de la première autoroute dans la région de Madrid en 1942, le réseau autoroutier s'est bien développé. Le transport routier représentait, dans les années 2000, 90 % des différents moyens de transport, Le train seulement 5 %. Le transport routier de marchandises a connu une hausse de puis l'adhésion de l'Espagne à l'Union européenne.
Le nombre d'aéroports et le trafic aérien sont également importants.
En Espagne, le transport utilise près de 40 % de la totalité de l’énergie consommée. Ce chiffre augmente jusqu’à 50 % en considérant le cycle productif du transport dans sa totalité. On comptabilise alors non seulement le combustible qu’utilisent les véhicules pour bouger, mais aussi l’énergie consommée pour la fabrication du véhicule, la construction des infrastructures routières, son entretien et, finalement, la destruction du véhicule.

#### Tourisme

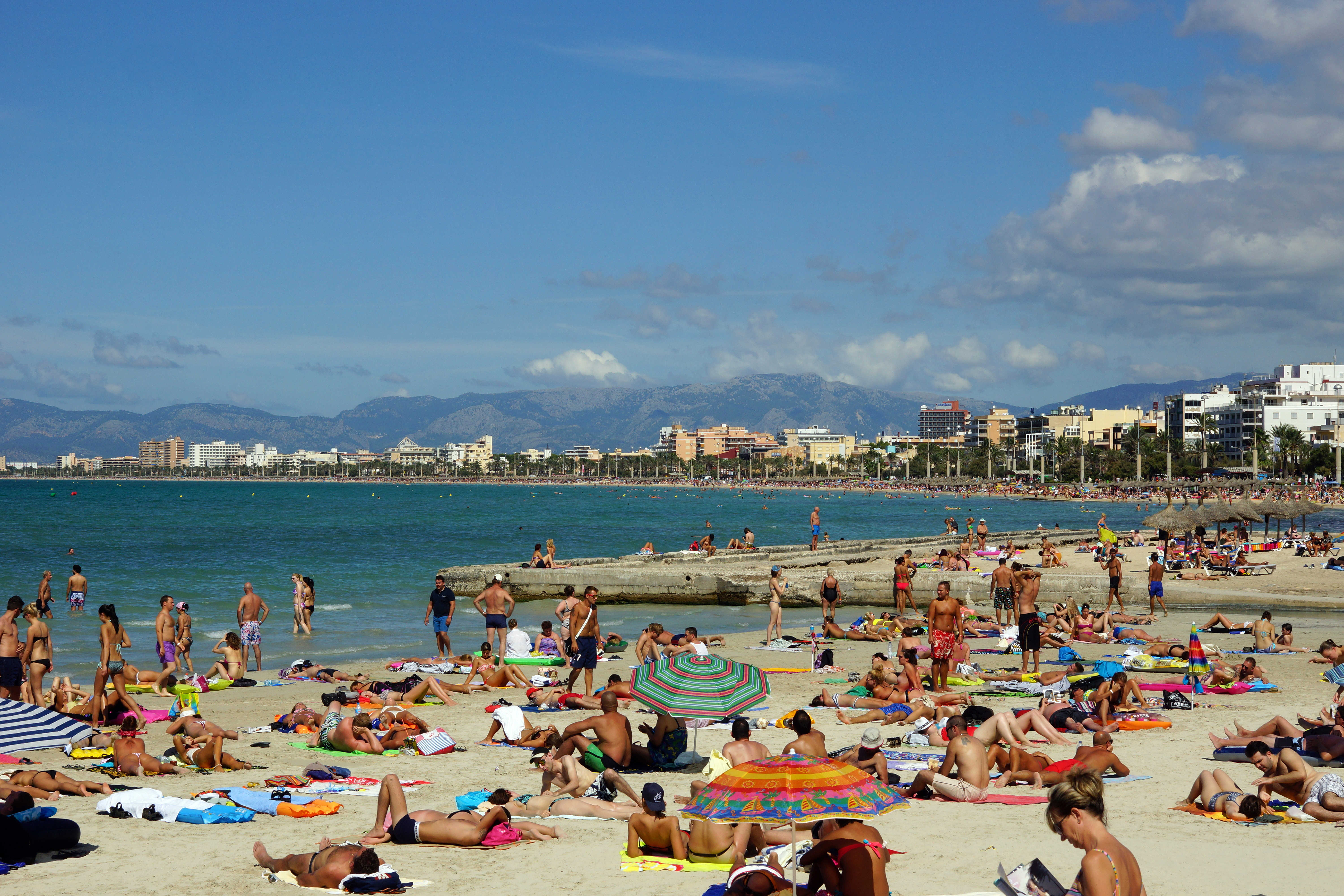
Plage à Palma fréquentée par les touristes.

Un tourisme de masse s'est développé dès 1962. En 2023, l'Espagne a reçu un nombre record de visiteurs étrangers avec 85,1 millions de touristes internationaux, soit 18,7 % de plus qu'en 2022. C'est le deuxième pays le plus visité au monde, derrière la France. Le littoral est particulièrement attractif (dont les îles Canaries), ainsi que différentes villes - Madrid et Barcelone étant les plus grandes, et les chemins de Compostelle.
Avec plus de 4 millions de visiteurs par an, le Teide est devenu le parc national le plus visité d'Espagne, mais aussi l'un des plus visités d'Europe. Le Musée national centre d'art Reina Sofía, à Madrid, est le troisième musée le plus visité en Europe, avec 3 millions de visiteurs, et le Musée du Prado le cinquième.
Le tourisme a un impact sur les milieux écologiques et les paysages (tourisme de masse entrainant une urbanisation importante), participe aux émissions de gaz à effet de serre (responsables du dérèglement climatique) et aux pollutions (air, sols, eaux), ainsi qu'aux nuisances sonores (avions...).

#### Industrie
L'industrie est développée. Elle utilise 7 % de la ressource en eau consommée au total (2004). En 2015, le gouvernement espagnol autorise de nouveaux projets miniers tels que le projet de mine d'uranium de Retortillo.

### Pollutions

#### Émissions de gaz à effet de serre
| En millions de tonnes de CO2    | 1990  | %1990 | 2005  | 2006  | 2007  | 2009  | 2010  | % 2010 | % var. 2010/1990 |
| ------------------------------- | ----- | ----- | ----- | ----- | ----- | ----- | ----- | ------ | ---------------- |
| Union européenne à 27           | 4 050 | 19,3  | 3 979 | 3 988 | 3 926 | 3 571 | 3 660 | 12,1   | -9,6             |
| dont : ex-Union européenne à 15 | 3 081 | 14,7  | 3 270 | 3 264 | 3 200 | 2 912 | 2 972 | 9,8    | +3,6             |
| Espagne                         | 205   | 1,0   | 339   | 332   | 345   | 282   | 268   | 0,9    | +30,7            |

En 2007, l'Espagne était le 19e plus gros émetteur de CO2 au monde, avec environ 1,1 % du total des émissions.
Les familles espagnoles aisées émettent en moyenne plus de deux fois plus de dioxyde de carbone que les familles modestes.

#### Pollution de l'air

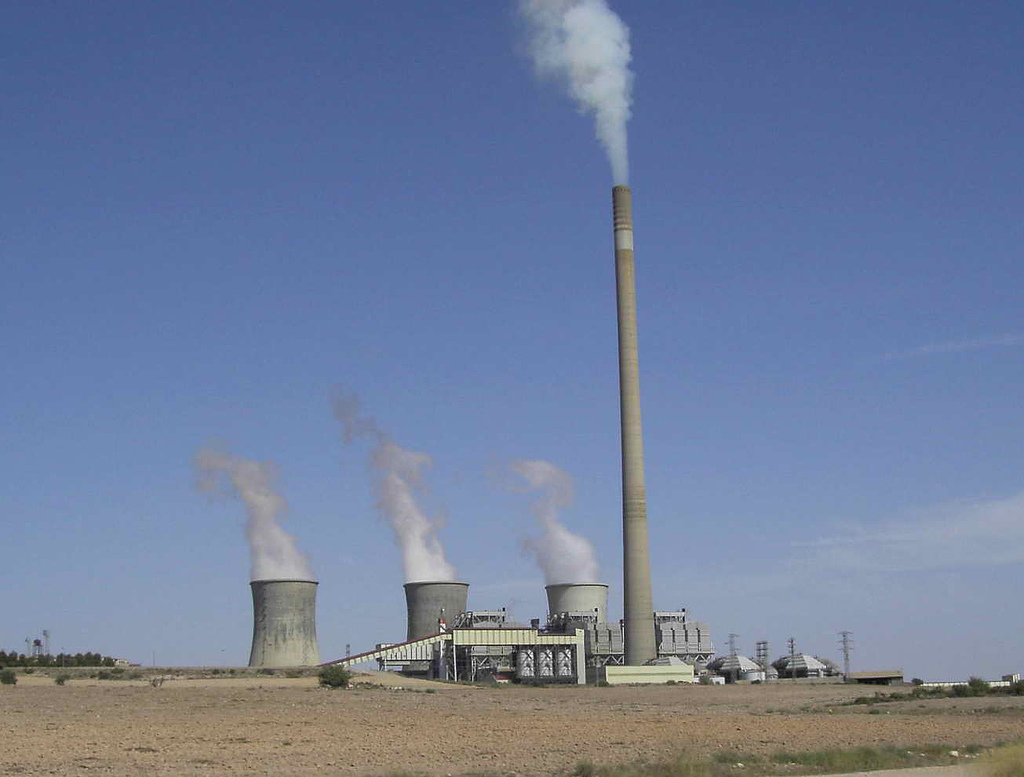
Centrale thermique de Teruel (Province de Teruel).

Près de 80 % de la pollution atmosphérique en Espagne est due au trafic routier.
Les poids lourds ne représentent que 10 % des véhicules. Ils émettent néanmoins entre 30 et 40 % des oxydes d’azote (NOx) et des particules en suspension. Ils sont aussi responsables de la plus grande part des émissions d’anhydride sulfureux. 
L'industrie est le deuxième secteur responsable de la pollution de l'air. Les émissions, notamment d'oxydes d’azote, proviennent des centrales thermiques de production d’électricité, mais aussi des raffineries et d'autres industries polluantes.

#### Pollution des eaux et des sols
La marée noire du pétrolier Prestige a eu lieu en 2002.
La désalinisation produit un litre de saumure (deux fois plus salée que l'eau de mer, et contenant du chlore) pour un litre d'eau douce. Le saumure rejeté à la mer perturbe les écosystèmes.
Barcelone présente une moyenne de 26,1 kilogrammes de déchets plastiques par kilomètre de littoral, ce qui constitue la deuxième densité de déchets la plus importante du littoral méditerranéen. La majorité du plastique présent dans la mer Méditerranée est la conséquence d’un mauvais traitement des déchets, y compris des détritus non collectés et des plastiques jetés dans des décharges illégales.
Le 8 décembre 2023, un conteneur perdu en mer provoque une marée de granulés en plastique sur les plages du nord de l’Espagne.

### Impacts de l'urbanisation

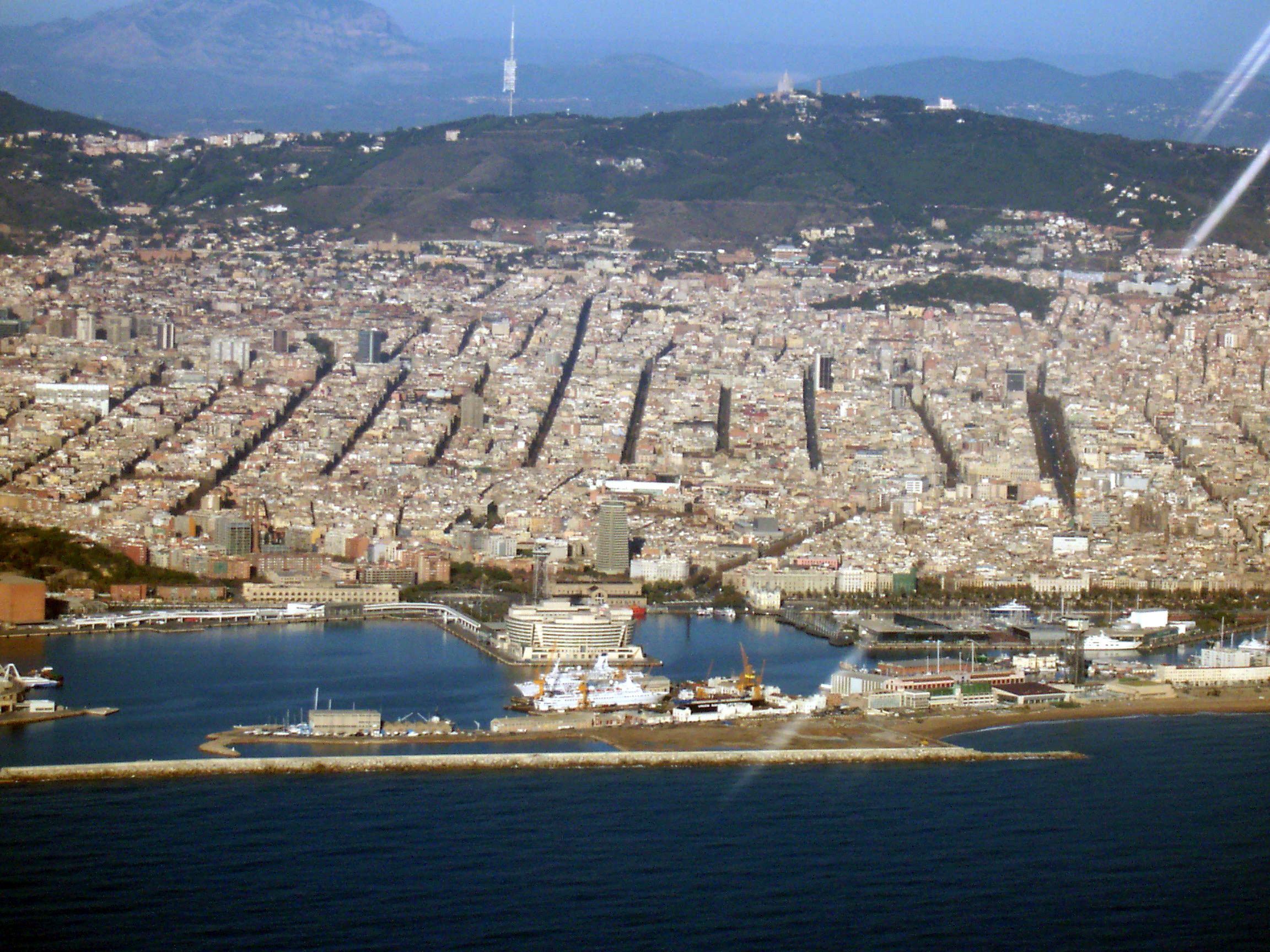
Barcelone, rues de l'Eixample

#### Urbanisation touristique
L'urbanisation a profondément modifié et artificialisé les façades littorales. Les projets de constructions touristiques se sont multipliés, entrainant une consommation de ressources non renouvelables, dont le sable utilisable dans le BTP.

#### Vacance
La vacance de logement est dans les années 2010 extrêmement importante. On compte 3,4 millions de logements vides en 2011, d'après l'INSEE.
Entre 1950 et 1970, les campagnes se sont vidées plus vite que partout ailleurs en Europe. Les Asturies ont été particulièrement touchées avec des dizaines de hameaux dépeuplées. Il y en aurait plus de 3 000 dans toute l'Espagne.

#### Liste des plus grandes aires urbaines espagnoles en 2013
| 1 | Madrid    | 6 607 269 |
| 2 | Barcelone | 5 107 415 |
| 3 | Séville   | 1 387 530 |
| 4 | Valencia  | 1 386 355 |
| 5 | Bilbao    | 1 157 805 |

### Littoral
Des scientifiques observent en Catalogne, depuis 2017 en particulier, une régression significative de certaines zones du littoral sous l'effet du changement climatique et de l’artificialisation des sols. Les reculs moyens enregistrés vont jusqu’à 9,8 mètres par an à Badalone et 7,5 mètres à Montgat. Les deltas sont également affectés par l’érosion. À l’embouchure de l’Ebre, les pertes sont de l’ordre de 10 à 15 mètres par an au cours des dernières décennies.

## La mobilisation des ressources naturelles

### Énergies
| - <1 watt - 1—10 watts - 10—50 watts - 50—100 watts - 100—200 watts | - 200—350 watts - 350—500 watts - 500—750 watts - >750 watts |

Carte de la puissance PV installée par habitant dans les communautés autonomes d'Espagne.
source données : EPIA

En 2012, la principale source d'énergie produite dans le pays était le nucléaire (48 %), suivi de près par les énergies renouvelables (44 %). L'Espagne a joué un rôle pionnier dans le développement de l'énergie éolienne. Le solaire est également très développé.
En 2006, l'Espagne, compte 1 070 grands barrages. C'est le pays au monde qui, proportionnellement à sa superficie, compte la plus importante surface recouverte par de l'eau des barrages.
Le 30 juin 2020, la moitié des centrales à charbon du pays ont fermé ; soit sept sites, représentant une capacité de production de 5 GW et plus d’un millier d’emplois directs. La part de ce type d'énergie dans la consommation espagnole d'électricité est ainsi passé de 12 % en 2018 à moins de 3 %. Auparavant, ce sont les mines de charbon des Asturies, d’Aragon et de Castille-et-Leon qui avaient fermé, le 31 décembre 2018.

### Ressource en eau
La ressource est inégalement répartie, du fait des différents climats et du relief, et souffre de déperditions estivales importantes : 68 % des volumes sont perdus par évapotranspiration, alors même que l'été est déjà sec. L'Ebre et le Tage font l'objet de transvasements, générateurs de tension entre l'amont et l'aval des bassins hydrauliques. Le bassin hydrographique du Segura souffre de l'absence de contrôle et de régulation des prélèvements d'eau souterraine pour l'agriculture irriguée.
L'Espagne est le premier producteur européen d'eau par dessalement, le 4e au monde. L'usine de Barcelone produit 200 000 m3 d'eau par jour, 73 millions de m3 par an). Elle est en 2025 la plus grande d'Europe. Elle a été financée à 75 % par l'Europe et construite par une entreprise française. Deux nouvelles usines de dessalement d’eau de mer sont en construction en 2025.
Le pays réutilise par ailleurs environ 10 % de ses eaux usées en 2022.
Une grande partie du pays est menacée par la désertification en raison de certaines pratiques de l'agriculture intensive et du réchauffement climatique. Environ 20 % des sols d’Espagne sont déjà dégradés, héritage des siècles passés, dont principalement la déforestation. En décembre 2019, le conseiller spécial pour l’action climatique du Haut Commissariat des Nations unies, Andrew Harper, a averti que la désertification rendrait non viables des localités espagnoles entières, forçant leur résidents à chercher un nouveau lieu où vivre.

## L'exposition aux risques

### Les risques naturels

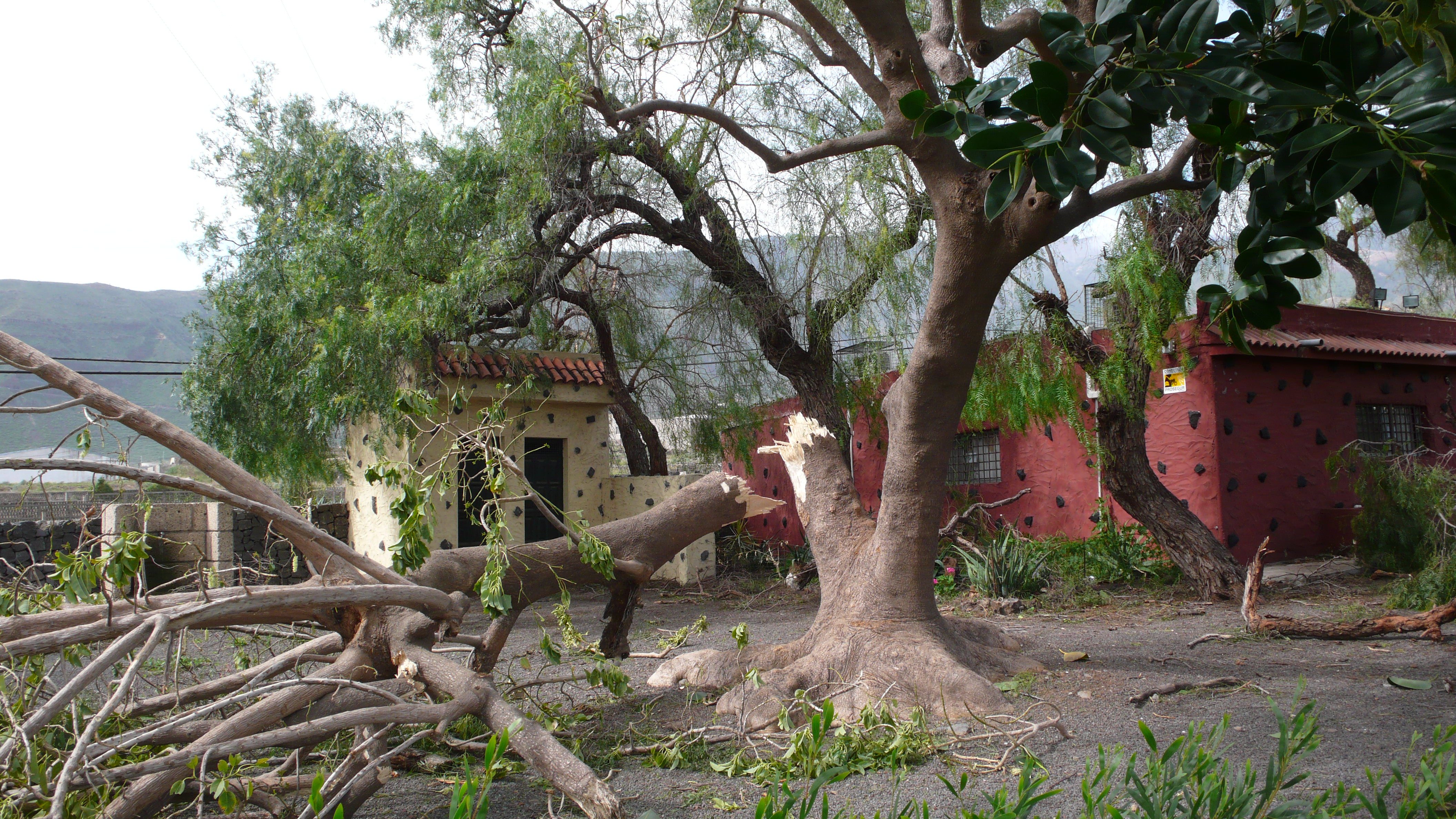
Arbres arrachés à Güímar (Tenerife).

L'Espagne est exposée à de multiples aléas naturels, notamment : inondations, tempêtes, incendies (liés à la sécheresse chronique du climat), glissements de terrain, séismes, volcanisme (Tenerife aux îles Canaries)... 
- La région de Valence est touchée par 2 catastrophes historiques, la grande inondation de Valence (1957), provoquée par une importante crue du Turia, qui fit 80 victimes, et les inondations de 2024 en Espagne, provoquant la mort de 232 personnes et de 3 disparus[28].
- En 2010, la tempête Xynthia, qui a touché l'Europe, a provoqué des coupures d'électricité et des dégâts matériels et sur le patrimoine naturel (arbres arrachés).
- De 2021 à début 2024, la Catalogne subit la pire sécheresse de ces 200 dernières années[25].

### Les risques technologiques
Il existe des risques technologiques en Espagne, liés à la présences d'usines chimiques, de centrales nucléaires, etc. 
Une usine chimique a explosé en février 2015, avec émission d'un nuage toxique qui s'est déplacé à proximité de Barcelone.

#### Accident de Palomares
En 1966, un avion américain percute l'avion, équipé de quatre bombes H, qu'il ravitaillait au large de Palomares. Les explosifs conventionnels de deux bombes explosent, dispersant environ 4,5 kg de plutonium sur 250 hectares jusqu'aux fermes situées à 1,6 km des côtes.
Durant la décontamination, 1 400 tonnes de sol légèrement contaminé sont expédiées vers le centre de retraitement de Savannah River Site à Aiken en Caroline du Sud. Les plants de tomates contaminés sont enterrés ou brûlés. L'Espagne n'ayant pas édicté de mesures en cas d'accident nucléaire, les États-Unis, en concertation avec l'Espagne, appliquent les recommandations utilisées au site d'essais du Nevada concernant le plutonium et les autres substances radioactives. En 2008, on estimait que certaines zones étaient encore contaminées.

## Politique environnementale en Espagne

### Traités internationaux et engagements nationaux
L'Espagne a signé le protocole de Kyoto.
Dans le cadre de la COP 21, l'Espagne s'est engagée à réduire ses émissions de gaz à effet de serre de 40 % d'ici à 2030 par rapport au niveau de 1990, conformément à l'engagement de l'Union européenne.
En 2007 se tient à Séville la cinquième conférence européenne sur les villes durables, avec 700 participants en provenance d'Espagne.

### Chasse
Une loi entrée en vigueur le mercredi 22 septembre 2021, interdit la chasse au loup dans toute l’Espagne. Plusieurs régions du nord sont opposées à cette législation : la Cantabrie, les Asturies, la Galice et la Castille-et-Léon. Face à l'inquitude des éleveurs, le ministère de la Transition en Espagne a promis des aides financières.

### Aires protégées

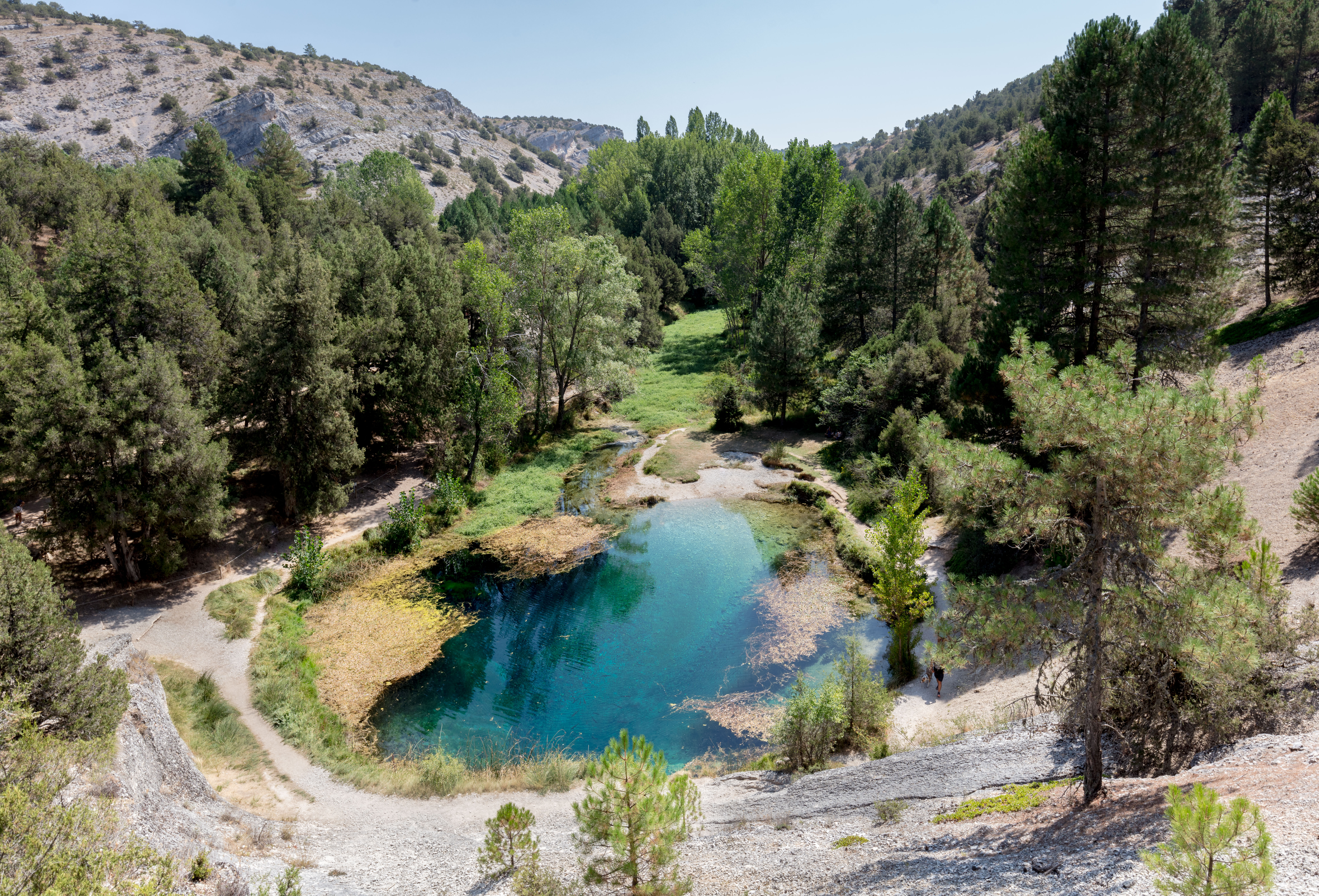
Monumento natural de La Fuentona, dans la province de Soria, une résurgence (hydrographie). Aout 2021.

L'Espagne a été un pays pionnier dans la protection des espaces naturels, en Europe, en créant dès 1918, les deux premiers parcs nationaux du pays.
La loi espagnole 42/2007 du 13 décembre 2007 « du patrimoine naturel et de la biodiversité » créé cinq catégories d'aires protégées, au niveau national. Le réseau d'aires protégées au niveau national est complété par les aires protégées par chaque communautés autonomes d'Espagne, auxquelles il faut ajouter les zones Natura 2000 et espaces protégés au titre de plusieurs conventions internationales. Ainsi il existe une quarantaine de dénominations différentes au travers du pays.
Par exemple, l’Espagne compte 131 parcs naturels, dont les statuts varient selon les provinces. C'est l'un des pays au monde qui compte le plus de réserves de biosphère (plus de trente). De 2004 à 2011, huit parcs ont été inclus à la liste des géoparcs reconnus par l'UNESCO.

### Réseau européen Natura 2000
Le réseau Natura 2000 rassemble des sites naturels ou semi-naturels de l'Union européenne ayant une grande valeur patrimoniale, par la faune et la flore exceptionnelles qu'ils contiennent. L'espagne est le pays d'Europe dans lequel il y a le plus de surfaces classées Natura 2000.
En décembre 2018, l'Espagne comptait 1 863 sites dont :
- 647 zones de protection spéciale (ZPS) pour les oiseaux sur une superficie de 153 566 km2 ;
- 1 467 zones spéciales de conservation (ZSC) (dont les pSIC, SIC) pour les habitats et les espèces sur une superficie de 172 473 km2 ;
- la superficie totale est de 222 420 km2, ce qui représente 27,3 % de la surface terrestre et marine du territoire de l'Espagne[35].

### Transports et énergie
La politique des transports a privilégié la construction d'infrastructures (routes et autoroutes), incitant aux déplacements individuels, polluants.
Depuis le début du XXIe siècle, plusieurs gouvernements ont soutenu le développement des technologies éolienne et solaire. En 2011, le gouvernement espagnol a approuvé un plan national des énergies renouvelables. Mais le nouveau gouvernement espagnol de Mariano Rajoy, après son arrivée au pouvoir fin 2011, a suspendu les dispositifs de soutien aux nouveaux projets d'énergies renouvelables : le ministère de l'Industrie a annoncé le 27 janvier 2012 la clôture temporaire du programme de tarifs d'obligation d'achat d'énergies renouvelables, en raison de la crise économique.

### Gestion des ressources et des déchets
Le gouvernement a lancé en 2000 un vaste plan hydrologique national (PHN) destiné à atténuer les disparités régionales par une meilleure répartition de l'eau sur l'ensemble du territoire. Le plan préconise la modernisation de l'irrigation et la remise en état des canalisations.

### Politique locale
Pontevedra est la première ville sans voiture au monde.

### Évaluation environnementale globale
En 2015, l'organisation Global Footprint Network (GFN) indique que l'Espagne a un déficit écologique. La biocapacité s'élève à environ 1,5 hag, l'empreinte écologique à environ 3,5 hag. C'est notamment l'empreinte de la pêche (environ 0,3 hag) qui est cinq fois plus élevée que la capacité en poisson ; le bilan carbone est également négatif (-1,3 hag).
Le jour du dépassement (date de l’année, calculée par l'ONG américaine Global Footprint Network, à partir de laquelle l’humanité est supposée avoir consommé l’ensemble des ressources que la planète est capable de régénérer en un an) du pays est le 28 mai pour l'année 2019.